# Allan Lane
Allan Lane, mais conhecido como Allan “Rocky” Lane (Mishawaka, Indiana, 22 de setembro de 1904 - Woodlawn, Califórnia, 27 de outubro de 1973) foi um ator estadunidense que especializou-se em Westerns B, tendo sido o grande cowboy da Republic Pictures no final dos anos 1940 e início dos 1950. Lane atuou em mais de 125 filmes e shows de TV, numa carreira que estendeu-se de 1929 a 1966, tornando-se conhecido, também, por fazer a voz do cavalo na série de TV Mister Ed, nos anos 1960.

## Biografia
Harry Leonard Albershardt nasceu em Mishawaka, no estado de Indiana, filho de William H. Albershardt e Linnie Anne. Mudou-se posteriormente para Grand Rapids, no Michigan, onde completou seus estudos, voltando novamente para Indiana, onde cursou a Universidade de Notre Dame, destacando-se no futebol, basquetebol e beisebol 
Aos 20 anos, foi durante um tempo fotógrafo, modelo e ator de teatro. O primeiro convite para o cinema veio do produtor executivo da Fox Film Corporation (posteriormente 20th Century Fox), Winfred Sheenan, e seu primeiro filme foi “Not Quite Decent” (“Braços Vazios”), ao lado de June Collyier, para a Fox, em 1929. Há divergências entre os pesquisadores, alguns defendendo que seu primeiro filme foi “Forward Pass”, para a First National.
A carreira de Lane estendeu-se, portanto, de 1929 a 1953, com alguns pequenos papéis posteriores, além de ter feito a voz de Mister Ed na série de TV. A maior parte de seus filmes consistiu de Westerns, e quase todos foram produzidos pela Republic Pictures
Lane teve dois casamentos, o primeiro com Gladys Leslie, entre 1924 e 1926, e o segundo com Sheila Ryan, entre 1942 e 1946. Não teve filhos. Faleceu de câncer em 27 de outubro de 1973, em Woodlawn, Califórnia, e foi sepultado no Inglewood Park Cemetery.

## Carreira
Apesar de fazer seu primeiro filme em 1929, atuou em pequenos papéis na First National, Warner Brothers e Fox, tendo o primeiro papel de destaque, no entanto, só em 1936, quando fez “Stowaway” (“A Pequena Clandestina”), ao lado de Shirley Temple, e foi chamado pela Republic Pictures, onde fez “The Dukes Comes Back”, em 1937, sendo depois contratado pela RKO Pictures, onde fez algumas comédias, tais como “Maid’s Night Out” (“A Criadinha”), ao lado de Joan Fontaine e Hedda Hopper, e “Having Wonderful Time” (“O Mundo se Diverte”), ao lado de Ginger Rogers, Lucille Ball, Ann Miller e Douglas Fairbanks, Jr., ambos em 1938, além de comédias para a Fox, como “Fifty Roads to Town” (“Cupido ao Volante”), em 1937.
Seu primeiro Western foi apenas em 1938, “The Law West of Tombstone” (“A Lei da Terra dos Bandoleiros”), para a RKO Pictures, ao lado de Harry Carey, Tim Holt, Tom Tyler e Ward Bond, onde fazia um “fora-da-lei” morto por Holt na metade do filme.
Em 1940, Hiram S. Bown, da Republic Pictures, ofereceu-lhe o papel principal do seriado “King of the Royal Mounted” (“O Rei da Polícia Montada”), baseado na tira de jornal King of the Royal Mounted, alcançando tanto sucesso que foi produzida uma sequência, “King of the Mounties” (“Polícia Montada Contra a Sabotagem”), em 1942. Fez em seguida os seriados “Daredevils of the West” (“A Tribo Misteriosa”) em 1943, e “The Tiger Woman” (“A Mulher Tigre”), em 1944. Entre 1944 e 1946, Lane estrelou seis filmes para a Republic, substituindo Don “Red” Barry, o primeiro deles “Silver City Kid” (“À Procura do Assassino”), em 1944. Lane “herdou” de Barry os atributos, tais como o traje e os coadjuvantes cômicos, Wally Vernon e Twinkie Watts. Na época, o cavalo de Lane era o alazão “Feather”.
Em 1946, também na Republic, substituiu Bill Elliott na série “Red Ryder”, o que lhe valeu a concretização do sucesso. Com traje idêntico ao dos quadrinhos, o parceiro Little Beaver ("Pequeno Castor", interpretado por Bobby Blake), e o cavalo “Thunder”, fez sete filmes dirigidos por R. G. Springsteen. A partir de então, adotando o nome Allan “Rocky” Lane ou simplesmente Rocky Lane, fez 38 filmes pela Republic Pictures, entre 1947 e 1953, ao lado de Eddy Waller e cavalgando o cavalo “Black Jack” (Tufão no Brasil). Em 29 desses filmes, o vilão foi interpretado por Roy Bancroft. Em 1953, fez o último Western B para a Republic, e depois disso fez apenas alguns papéis secundários para a Universal Pictures, sendo seu último filme, para a Rank, “Geronimo’s Revenge” (“A Vingança do Pele-Vermelha”), em 1962. Nos anos 1960, fez a voz de Mister Ed, na série de TV entre 1961 e 1966. Em 2003, venceu o TV Land Award na categoria "Favorite Pet-Human Relationship" como Mister Ed.

## Rocky Lane Western
O ator ganhou a revista em quadrinhos Rocky Lane Western, publicada em 1949 pela Fawcett Comics,  a revista foi publicada pela editora até 1954, quando a editora editora deixou o mercado de quadrinhos, após a ação “National Comics Publications v. Fawcett Publications”.  A Charlton Comics assumiu o título no mesmo ano, começando na edição 56 e terminando na edição 87, publicada em 1959. A editora também publicou uma revista protagonizada pelo cavalo Black Jack: Rocky Lane's Black Jack. No Brasil, as histórias de Rocky Lane foram publicadas pela Rio Gráfica Editora, nos anos 60, a editora chegou a encomendar histórias locais para Primaggio Mantovi, quadrinista italiano naturalizado no Brasil.

## Filmografia parcial
Filmes
- The Forward Pass, First National, 1929
- Not Quite Decent (“Braços Vazios”), Fox, 1929
- Love in the Rough, (1930)
- Madame Satan (Madame Satã), (1930)
- The Star Witness (O Preço do Dever), Warner Brothers, 1931
- Local Boy Makes Good (“Sede de Escândalo”), First National, 1931
- Honor of Family (“Entre Beijos e Espadas”), First National, 1931
- Night Nurse (“Triunfos de Mulher”), Warner Brothers, 1931
- The Tenderfoot (“Até Debaixo d’Água”), First National, 1932
- The Crooner (“O Cancioneiro”), First National, 1932
- It’s Tough to Be Famous (“Herói por Acaso”), First National, 1932
- One Way Passage (“A Única Solução”), Warner Brothers, 1932
- The Famous Fergunson Case, Warner Brothers, 1932
- Winner Takes All (“Tudo ou Nada”), Warner Brothers, 1932
- Miss Pinkerton (“Um Passo em Falso”), Warner Brothers, 1932
- The Crash (“A Derrocada”), Warner Brothers, 1932
- Stowaway (“A Pequena Clandestina”), Fox, 1936
- Charlie Chan at the Olympics (“Charlie Chan nos Jogos Olímpicos”), Fox, 1937
- The Dukes Come Back”, Republic Pictures, 1937
- Laughing at Trouble, Fox, 1937
- Fifty Roads to Town (“Cupido ao Volante”), Fox, 1937
- Big Business, Fox, 1937
- Sing and Be Happy, Fox, 1937
- Maid’s Night Out (“A Criadinha”), RKO Pictures, 1938
- Pacific Liner (“Transpacífico”), RKO, 1938
- Crime Ring (“Círculo do Crime”), RKO, 1938
- The Law West of Tombstone (“A Lei da Terra dos Bandoleiros”), RKO Pictures, 1938
- Having Wonderful Time (“O Mundo se Diverte”), RKO Pictures, 1938
- Night Spot (“O Secreto Galanteador”), RKO, 1938
- The Marriage Business, RKO, 1938
- Fugitives for a Night (“Fugitivos por Uma Noite”), RKO, 1938
- Conspiracy (“Conspiradores”), RKO Pictures, 1939
- Twelve Crowded Hours (“Doze Horas de Aflição”), RKO Pictures, 1939
- Panama Lady (“Penhor de Honra”), RKO Pictures, 1939
- They Made Her a Spy (“Fizeram-na Espiã”), RKO, 1939
- The Spellbinder (“Em Defesa da Filha”), RKO, 1939
- Grand Ole Opry, Republic, 1940
- King of the Royal Mounted, 1940
- All American Co-Ed (“Pândega Universitária”), United Artists, 1942
- The Dancing Masters (“Mestres do Baile”), Fox, 1943 – episódio de Laurel and Hardy
- Call of the South Seas (“Tahia, a Deusa da Selva”), Republic, 1944
- Sheriff of Sundown, Republic, 1944
- Stagecoach to Monterey (“Vaqueiro Solitário”), Republic, 1944
- The Silver City Kid (“À Procura do Assassino”), Republic Pictures, 1944
- Bells of Rosarita (“OS Sinos de Rosarita”), Republic, 1945
- The Topeka Terror, Republic, 1945
- Corpus Christi Bandits, Republic, 1945
- Trail of Kit Carson, Republic, 1945
- Gay Blades/ Tournament Tempo (“Heróis da Truma”), Republic, 1946
- A Guy Could Change (“Mandato Supremo”) (1946
- Out California Way, Republic, 1946
- Night Train to Memphis (“Noturno Sertanejo”), Republic, 1946
- Stagecoach to Denver (“Diligência de Bandidos”), 1946
- Santa Fe Uprising (“Rota de Criminosos”), 1946
- Homesteaders of Paradise Valley (“Várzeas em Chamas”), Republic, 1947
- Marshal of Cripple Creek (“Cartas Marcadas”), Republic, 1947
- Vigilantes of Boomtown (“Motim em Nevada”), Republic, 1947
- Oregon Trail Scouts (“Cachimbo da Paz”), Republic, 1947
- Rustlers of Devil's Canyon	(“Quadrilha do Vale”), Republic, 1947
- Bandits of Dark Canyon' (O Fantasma do Desfiladeiro), Republic, 1947
- The Wilf Frontier (“Fronteira Indômita”), Republic, 1947
- Oklahoma Badlands (“Terra do Terror”), Republic, 1948
- The Bold Frontiersman (“Fronteiras Sem Lei”), Republic, 1948
- Desperadoes of Dodge City (“Armadilha da Morte”), Republic, 1948
- The Denver Kid (“Cilada Fatal”), Republic, 1948
- Sundown in Santa Fe (“Delegado Sagaz”), Republic, 1948
- Marshall of Amarillo (“Estalagem Misteriosa”), Republic, 1948
- Carson City Raiders (“Vingança Tenebrosa”), Republic, 1948
- Bandit King of Texas (“Piratas de Estrada”), Republic, 1948
- Death Valley Gunfighters (“Vale do Terror”), Republic, 1949
- Frontier Marshall (“Traição na Fronteira”), Republic, 1949
- The Wyoming Bandit (“Bandido de Wyoming”), Republic, 1949
- Sheriff of Wichita (“Intrépido Xerife”), Republic, 1949
- Renegades of Sonora ("Vingança de Índio"), Republic, 1949
- Powder River Rustlers (“Misterioso Desaparecido”), Republic, 1949
- Navajo Trail Raiders (“Nas Malhas da Justiça”), Republic, 1949
- Trail of Robin Hood (“Cowboys em Desfile”), Republic, 1950
- Covered Wagon Raid (“O Segredo das Cartas”), Republic, 1950
- Rough Riders of Durango (“Caminhante Solitário”), Republic, 1950
- Code of the Silver Sage (“O Terror do Arizona”), Republic, 1950
- Vigilante Hideout (“Vigilante Justiceiro”), Republic, 1950
- Frisco Tornado (“O Protetor da Diligência”), Republic, 1950 (*)
- Rustlers on Horseback (“Rancho da Discórdia”), Republic, 1950
- Gunmen of Abilene (“A Cobiça do Ouro”), Republic, 1950
- Salt Lake Raiders (“Os Três Mascarados”), Republic, 1950
- Wells Fargo Gunmaster (“O Falso Bandoleiro”), Republic, 1951
- Desert of Lost Men (“Abutres Noturnos”), Republic, 1951
- Fort Dodge Stampede (“Covil de Ladrões”), Republic, 1951
- Night Riders of Montana (“Quatreiros Noturnos”), Republic, 1951
- Leadsville Gunslinger (“Homens do Mal”), Republic, 1952
- Thundering Caravans (“Povoado Assombrado”), Republic, 1952
- Captive of Billy the Kid (“Tesouro Fatal”), Republic, 1952
- Desperadoes’ Outpost (“Vingança Implacável”), Republic, 1952
- Black Hills Ambush (“Golpe de Audácia”), Republic, 1952
- Savage Frontier (“Terra de Malfeitores”), Republic, 1953
- Bandits of the West (“Aventuras no Oeste”), Republic, 1953
- Marshall of Cedar Rock (“Caçada Sinistra”), Republic, 1953
- El Paso Stampede (“Na Pista dos Criminosos”), Republic, 1953
- The Saga of Hemp Brown (“Meu Sangue por Minha Honra”), Universal Pictures, 1958
- Hell Bent for Leather Leather' (“Com o Dedo no Gatilho”), Universal Pictures (1960)
- Posse from Hell (“Quadrilha do Inferno”), Universal Pictures, 1961
- Geronimo’s Revenge (“A Vingança do Pele-Vermelha”), Rank, 1962

(*) Adaptação para quadrinhos publicada no Brasil em Almanaque Rocky Lane de 1957, Editora RGE
Seriados
- King of the Royal Mounted (“O Rei da Polícia Montada”), Republic Pictures, 1940
- King of the Mounties (“Polícia Montada Contra a Sabotagem”), Republic Pictures, 1942
- Daredevils of the West (“A Tribo Misteriosa” ou "Os Demônios da Caverna Sangrenta"), Republic Pictures, 1943
- The Tiger Woman (“A Mulher Tigre”), Republic Pictures, 1944

Televisão
1-Séries
- Mister Ed, 1961-1966 (CBS). Voz de Mister Ed.
- Red Ryder, 1956-1957 série de TV. Lane interpretava Red Ryder.

2-Participações
- Mike Hammer, episódio "Husbands Are Bad Luck", 1957
- Gunsmoke, episódio "Texas Cowboys", 5 de abril de 1958
- Alfred Hitchcock Presents, episódio "Lamb to the Slaughter", 13 de abril de 1958
- Wagon Train, episódio "The Daniel Barrister Story", 16 de abril de 1958
- Tales of Wells Fargo, episódio "The Reward", 21 de abril de 1958
- Colt .45, episódio "Arizona Anderson", 14 de fevereiro de 1960
- Bronco, episódio "Death of an Outlaw", 8 de março de 1960
- Lawman, episódio "The Payment", 8 de maio de 1960
- Gunsmoke, episódio "The Badge", 12 de novembro de 1960
- Bonanza, episódio "The Blood Line", 31 de dezembro de 1960
- Gunsmoke, episódio "Long Hours, Short Pay", 29 de abril de 1961
- Cheyenne, episódio "Massacre at Gunsight Pass", maio 1961